# Juventud Rebelde
«Хувентуд Ребельде» (исп. Juventud Rebelde) — кубинская ежедневная газета, официальный печатный орган Союза молодых коммунистов Кубы, одна из крупнейших газет страны.

## История
Издание газеты началось в 1965 году. В 1973 году тираж газеты составлял 170 тыс. экземпляров, в 1981 году - 275 тыс. экземпляров, в 1989 году - 255 тыс. экземпляров.
В 2006 году тираж газеты составлял около 250 тыс. экземпляров.